# Общественное телевидение (Азербайджан)
Общественное телевидение Азербайджана или ОТВ Азербайджана (азерб. İctimai Televiziya və Radio Yayımları Şirkəti) — один из информационно-развлекательных телеканалов Азербайджана. Вещание ведётся на азербайджанском языке на всей территории Азербайджана на 24-часовой основе. Присутствуют выпуски «İTV xəbər» («Новости İTV») на русском и английском языках. Штаб-квартира расположена в Баку, Азербайджан. Входит в Европейский вещательный союз.

## Организация
ITV в основном финансируется за счет рекламы и государственного финансирования. Закон от января 2004 года о создании канала предусматривал финансирование за счет платы за лицензию на телевидение, начиная с января 2010 года, но по состоянию в 2024 года эта часть закона еще не была реализована.
Канал управляется Общественной телерадиовещательной компанией (азербайджанский: İctimai Televiziya və Radio Yayımları Şirkəti), которая состоит из девяти членов совета директоров, которые утверждаются президентом Азербайджана, и генерального директора, избранного советом и также утверждённого президентом.
Эта договоренность, а также продолжающееся государственное финансирование подвергались критике со стороны неправительственных организаций на том основании, что канал может быть слишком тесно связан с правительством, чтобы быть полностью независимым и беспристрастным.

## Общие сведения
Телеканал ежегодно транслирует конкурс песни «Евровидение». В 2013 году Министерством молодёжи и спорта Азербайджана признан спортивным телеканалом года Азербайджана. Снимает документальные и художественные фильмы на собственной киностудии, а также производит перевод и озвучивание мировых фильмов и мультфильмов на азербайджанский язык. Производит азербайджанские новостные, развлекательные, просветительские и аналитические передачи.
Телеведущие:  Лейла Гулиева — ведущая национального отборочного раунда конкурса «Евровидение», Азер Сулейманлы, Турана Гусейнли, Ага Надиров, Егана Гахраман — ведущие информационно-развлекательного ток-шоу «Sabahın xeyir, Azərbaycan» («Доброе утро, Азербайджан»).
Планируется трансляция Летних Олимпийских игр 2024.
После прихода Балаша Касумова на пост генерального директора телеканала, основной упор на телеканале ставится на показ азербайджанских версий интеллектуальных телеигр — Брэйн-ринг, Кто хочет стать миллионером, Своя игра, Сто к одному и других. Ведущий азербайджанских версий телеигр Брэйн-ринг, Кто хочет стать миллионером и Своя игра один — Мамедали Мамедов, ведущий азербайджанской версии Сто к одному — Агха Надиров.
Журналист телекомпании Кянан Хакимов занял второе место в конкурсе  Министерства молодёжи и спорта Азербайджана «Лучший спортивный журналист 2024 года». 

## Телепередачи и телеведущие канала

### Телепередачи

#### Текущие
- İTV Xəbər
- Sabahın xeyir, Azərbaycan
- Dikdaban
- Halbuki
- Biznes Azərbaycan
- itvtech
- Peşəkarlar
- Sabaha Saxlamayaq

#### Транслировавшиеся
- Gündəm (утренний информационный выпуск на русском языке).
- Маска (песенное телешоу).

### Телеведущие
- Кёнюль Арифгызы
- Салех Багиров
- Турана Гусейнли
- Ага Надиров
- Азер Сулейманлы
- Тамила Шеринова
- Егана Гахраман
- Жале Гасанли